# SteamWorld Dig
SteamWorld Dig es un videojuego de acción-aventura creado por el equipo desarrollador sueco, Image & Form. Es la segunda entrega de la saga, siendo la secuela de SteamWorld Tower Defense.El protagonista de SteamWorld Dig es un robot de vapor llamado Rusty, quien llega a un escaso pueblo minero al Oeste, Tumbleton, tras recibir una herencia de su (por mucho tiempo olvidado) tío Joe, la mina del pueblo. El objetivo del juego es la excavación de la mina de Tumbleton, así como  resolver los múltiples puzles que se pueden encontrar en cuevas al interior de la mina, las cuales pueden incluir trampas y enemigos. SteamWorld Dig fue originalmente lanzado en la tienda digital de Nintendo, Nintendo eShop para la consola Nintendo 3DS en Europa y Australia el 7 de agosto de 2013, y lanzado en Norteamérica el 8 de agosto de 2013. Sus siguientes lanzamientos fueron en Microsoft Windows, Mac y Linux en Steam, el 18 de marzo de 2014 para Norteamérica y exactamente el día siguiente en Europa para PlayStation 4 y PlayStation Vita, en 28 de agosto de 2014 se lanzó en Wii U, 5 de junio de 2015 en Xbox One y el 1 de febrero de 2018 para Nintendo Switch.Un sucesor, SteamWorld Heist, se lanzó en diciembre de 2015 y una secuela, SteamWorld Dig 2, se lanzó en septiembre de 2017.

## Jugabilidad
SteamWorld Dig es un juego de plataformas 2D que trata principalmente de recorrer minas en busca de recursos y minerales. El objetivo del juego es investigar las minas bajo el antiguo pueblo del Oeste, Tumbleton, para desenterrar los secretos que este guarda. El jugador controla a Rusty, un robot equipado con la pica de su difunto tío, durante el progreso de la aventura se irá encontrando con herramientas variadas que le serán de ayuda como un taladro y dinamita. El jugador puede mejorar las herramientas con el propósito de poder excavar cada vez más profundo. Además de su propia salud, el jugador necesitará combustible para mantener la luz y así no perderse dentro.
SteamWorld Dig cuenta con elementos de plataformas en los que el jugador debe correr, saltar y enfrentarse a otros seres, pero el objetivo principal, es minar.
Cuando se avanza a las profundidades de las cuevas, el jugador se enfrenta a varios enemigos con diferentes patrones de ataque y puntos débiles. El juego presenta mundos subterráneos múltiples, cada cual con un entorno completamente diferente. El morir resulta en una reparación la cual será cobrada. Lo que se haya perdido al morir se puede recoger nuevamente yendo al lugar donde Rusty haya sido destruido.

## Recepción
SteamWorld Dig ha recibido críticas positivas, las versiones de Nintendo 3DS y Steam han recibido puntuaciones de 82/100 y de 79/100 respectivamente en Metacritic. PocketGamer dio una puntuación de 10 de 10 declarando: "SteamWorld Dig es un videojuego absolutamente fenomenal, que incluye secretos tras secretos por ser descubiertos." IGN, por su mecánica principal de jugabilidad y fascinante atmósfera y le dio un 9.5 de 10. Nintendo World Report le dio un 9 de 10 diciendo que "SteamWorld Dig es un juego nuevo para lo que es Nintendo eShop y uno de los mejores juegos digitales con disponibilidad 3D." Infendo Dio 4 de 5 estrellas, nombrándolo "altamente adictivo." God is a Geek dio el juego un 6 fuera de 10, poniendo énfasis en gráficos, música y estilo, pero criticando el combate y la carencia de cualquier castigo real a la hora de morir.

## Legado
Después del lanzamiento del juego, Image & Form comenzó el desarrollo de un juego en el mismo universo de SteamWorld Dig, pero no una secuela directa ni un juego en el mismo género. Este juego más tarde sería revelado como SteamWorld Heist, el cual primero fue lanzado para Nintendo 3DS en diciembre de 2015. En febrero de 2017, Image & Form reveló SteamWorld Dig 2 para Nintendo Switch. Este juego es una secuela directa de SteamWorld Dig y mantiene su mecánica principal de juego, pero ahora protagonizado por Dorothy, uno de los habitantes de Tumbleton, en lugar de Rusty.